# Foixà (Glorianes)
Foixà fou un poble seu d'una petita senyoria del territori de l'actual comuna de Glorianes, a la comarca del Conflent, a la Catalunya del Nord.
Era situat de la zona nord-est del terme al qual pertany, a la vall de la Ribera de Croses. Actualment només hi resta un mas, que porta precisament amb aquest nom, en ruïnes. Davant seu, a llevant, a la part oposada de la vall, hi ha l'antic poblat i senyoria del Mas de l'Alzina.
Documentat des del 1310, va ser un feu en mans d'una família cognominada d'aquesta manera el segle xiv.